# Рупадхьяна
Рупадхьяна (санскр. rūpadhyāna) — йогическая концентрация (дхьяна) Сферы форм (рупадхату), рупадхьяна соответствует такой медитации, когда внимание фокусируется на материальном объекте. Это слово активно используется в палийских канонических сочинениях. Каждый следующий уровень рупадхьяны труднее достичь, чем предыдущий. Более высокими уровнями медитации являются арупадхьяны — медитации Сферы отсутствия форм, когда внимание фокусируется на нематериальных объектах.
Всего в буддизме различается восемь дхьян, четыре низших являются рупадхьянами. Все четыре рупадхьяны характеризуются экагратой (санскр. ekāgratā), что означает концентрацию сознания на одной точке.
Четыре рупадхьяны называются в соответствии со своим номером:
1. Пратама-дхьяна (санскр. prathamadhyāna)
2. Двития-дхьяна (санскр. dvitīyadhyāna)
3. Трития-дхьяна (санскр. tṛtīyadhyāna)
4. Чатуртха-дхьяна (санскр. caturthadhyāna)

См. также Восьмеричный путь.
Эти четыре первых дхьяны характеризуются четырьмя факторами, которые называются дхьянангами (санскр. dhyānāṅga), их наличие или отсутствие на каждом уровне показано в следующей таблице:
| дхьяна          | витарка-вихара | прити | сукха | эккаграта | упекша |
| Пратама-дхьяна  | *              | *     | *     | *         |        |
| Двития-дхьяна   |                | *     | *     | *         |        |
| Трития-дхьяна   |                |       | *     | *         |        |
| Чатуртха-дхьяна |                |       |       | *         | *      |
| --------------- | -------------- | ----- | ----- | --------- | ------ |

Дхьянанги имеют следующее значение:
1. витарка (санскр. वितर्क, IAST: vitarka) означает восприятие и слежение за объектом медитации
2. вихара означает переживание объекта медитации
3. прити (санскр. प्रीति, IAST: prīti) означает упоение, удовольствие, восхищение
4. сукха (санскр. सुख, IAST: sukha) означает радость
5. экаграта означает концентрацию на одной точке
6. упекша означает сбалансированность (иногда переводится как невозмутимость).